# Ruf CTR3
El Ruf CTR3 es un automóvil superdeportivo producido por el fabricante alemán Ruf Automobile desde 2007. Es el sucesor del apodado "Yellow Bird" (pájaro amarillo), que salió 20 años después del CTR1 y que presenta grandes cambios con respecto a los modelos anteriores.

## Variante estándar

### Rendimiento

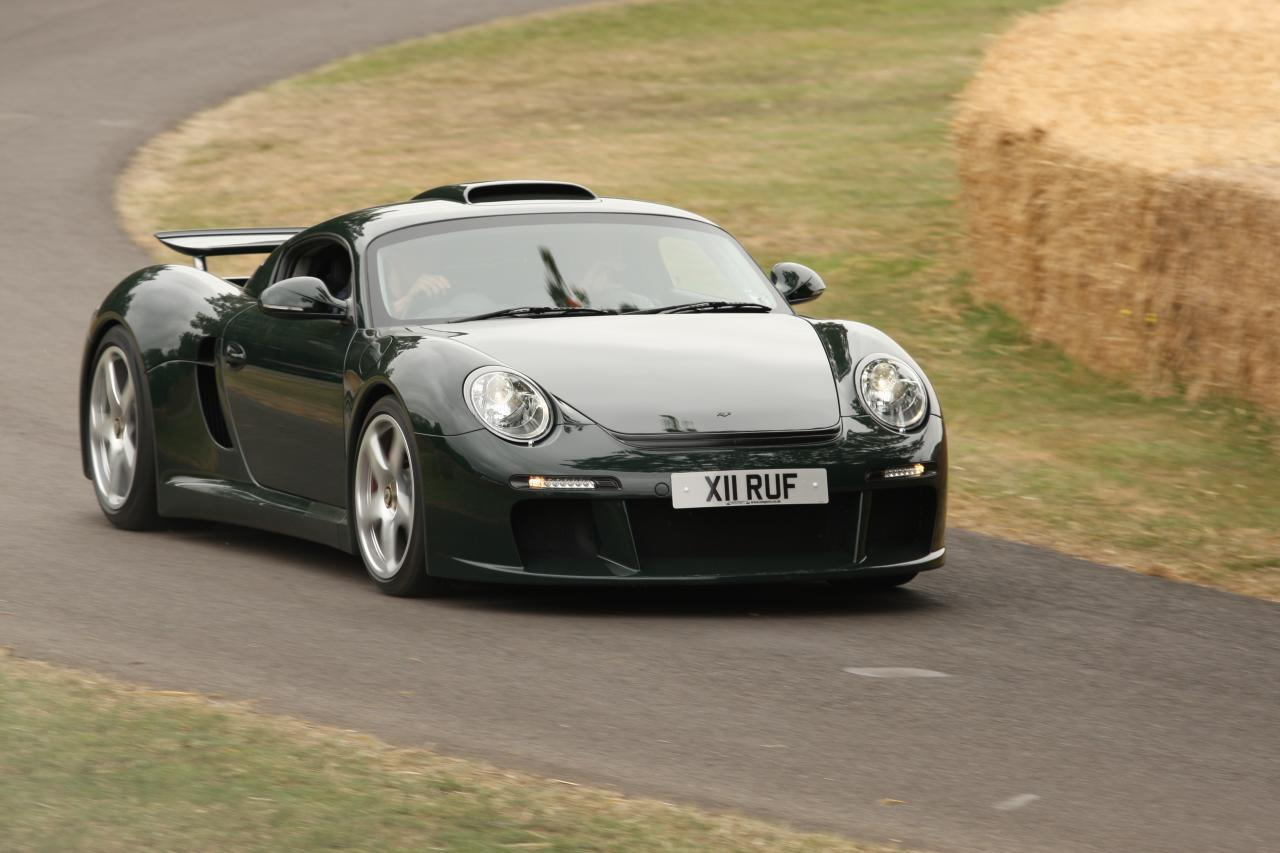
En el Festival de la Velocidad Goodwood de 2010.

La compañía desde hace años dejó de ser un preparador para pasar a ser el primero en considerarse como fabricante, por lo que los coches que salen de su taller ya no son Porsche, sino Ruf con su propio número de chasis.
Tiene un motor bóxer de 6 cilindros de 3746 cm³ (3,7 litros) biturbo KKK, con intercooler y gestión electrónica Bosch Motronic, frente a cada rueda del eje trasero y ventilados convenientemente a través de los pontones laterales de origen Porsche, el cual produce 700 CV (690 HP; 515 kW) a las 7000 rpm y un par máximo de 890 N·m (656 lb·pie) a las 4000 rpm. Es capaz de alcanzar los 375 km/h (233 mph) y una aceleración de 0 a 100 km/h (62 mph) en 3.2 segundos, de 0 a 200 km/h (124 mph) en 9.6 segundos. Su precio ronda los 410 000 €. El motor está acoplado a una transmisión secuencial de seis velocidades montada transversalmente.
Se podría batir con el Porsche Carrera GT, o bien, considerarse como su sucesor de techo fijo. Toda la potencia va directamente al eje trasero y evidentemente no podía faltar un diferencial de deslizamiento limitado, además de suspensiones deportivas MacPherson en el eje delantero y barra estabilizadora y un equipo de frenos de disco de seis pistones con 380 mm (15,0 pulgadas) de diámetro fabricados en compuesto cerámico.

### Diseño
Fue presentado en Baréin en 2007. Está basado en un Porsche Cayman y es un fuera de serie que impacta por su diseño que reúne elementos del Cayman y otros del Porsche 911 Carrera. El diseñador responsable fue Ben Soderberg, quien también plasmó prolijamente el espíritu Tuning. Alois Ruf tenía como un único objetivo crear el deportivo definitivo y en vez de potenciar un Carrera GT como los hizo Gemballa, él prefirió partir de la base de un Cayman, ya que el elegir esa plataforma era por la obsesión de Ruf por la ligereza de sus coches.
Con un peso de 1400 kg (3086 libras) relativamente bajo, es un factor clave para el comportamiento. Sus dimensiones son de 4450 mm (175,2 pulgadas) de largo, 1944 mm (76,5 pulgadas) de ancho y una distancia entre ejes de 2625 mm (103,3 pulgadas).
La característica elemental del Ruf CTR3 es su concepción deportiva, ya que todo está hecho con el propósito de utilizar el coche en condiciones de máxima demanda de prestaciones. Por esto que el motor en posición central, por el gran equilibrio y balance obtenido. Las mejoras de maniobrabilidad son contundentes.
La carrocería fue diseñada especialmente para proveer máxima estabilidad a altas velocidades. Los materiales utilizados para su construcción son Kevlar, fibra de carbono, aluminio y acero. Además del chasis con subestructuras, posee una jaula de seguridad tipo estructura tubular para garantizar máxima seguridad ante impactos.
Las rines de aluminio forjado delanteras calzan neumáticos 255/35 ZR19, mientras que las traseras de mayor diámetro y ancho son 335/30 ZR20.
Su carrocería ha sido completamente diseñada por RUF inspirándose en Porsche, pero algunas piezas y los grupos de pilotos traseros, todo el resto es diseño propio de RUF. En todo momento tuvieron en cuenta la idea de construir un superdeportivo de calle, pero pensado y construido para los circuitos, como bien muestra su gigantesco cofre trasero, sus rines de aluminio de 19 pulgadas (48,3 cm) delanteros y 20 pulgadas (50,8 cm) traseros con tuerca de seguridad central o su jaula antivuelco de serie.
Tiene dos predecesores en su haber por lo que se esperaba que el coche tendrá muchas actualizaciones. Para la carrocería, RUF decidió salir con una nueva aerodinámicamente mejorada y un chasis modular fabricado en acero galvanizado.
El cliente podía escoger el acabado del interior, con opciones como un equipamiento espartano y ultraligero, o bien, un equipamiento completo con elementos de lujo como la combinación de cuero y Alcantara.

### Especificaciones
| Alimentación                        | Inyección indirecta Bosch ME7.8 Biturbo con intercoolers gemelos                                              |
| Distribución                        | Doble (DOHC) árbol de levas a la cabeza por cada bancada de cilindros y 4 válvulas por cilindro (32 en total) |
| Diámetro x carrera                  | 102 x 76,4 mm (4,02 x 3,01 pulgadas)                                                                          |
| Relación de compresión              | 9.2:1 |
| Capacidad del tanque de combustible | 90 litros (23,8 galAm)                                                                                        |
| Control de emisiones                | Convertidor catalítico de triple vía con sensor lambda                                                        |
| Emisiones de CO2                    | 311 g (11,0 onzas)/km                                                                                         |

| 1.ª | 2.ª  | 3.ª  | 4.ª  | 5.ª  | 6.ª  | Reversa | Final |
| --- | ---- | ---- | ---- | ---- | ---- | ------- | ----- |
| 3.2 | 1.87 | 1.38 | 1.07 | 0.88 | 0.74 | 2.33    | 3.58  |

### Galería

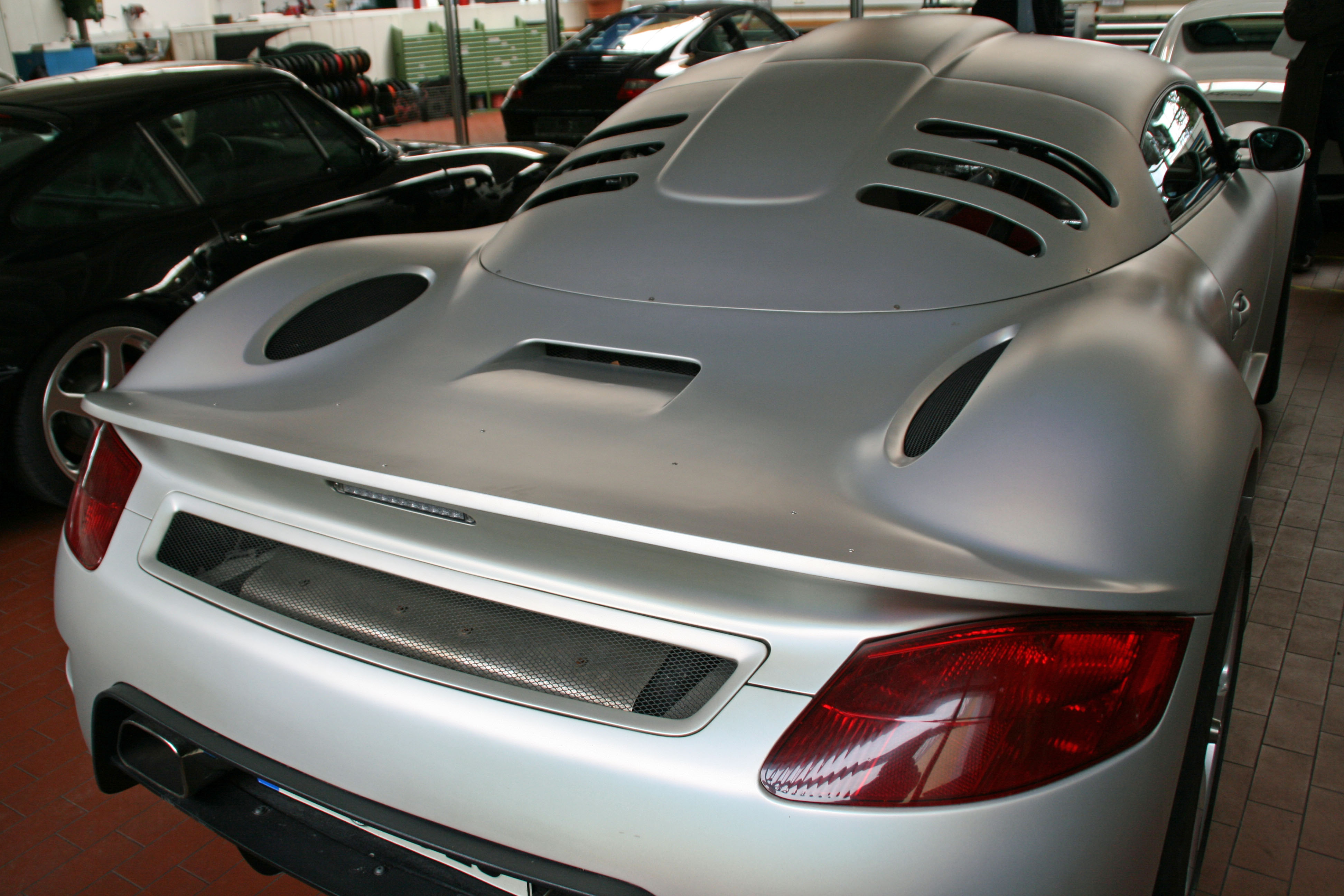
Vista trasera.
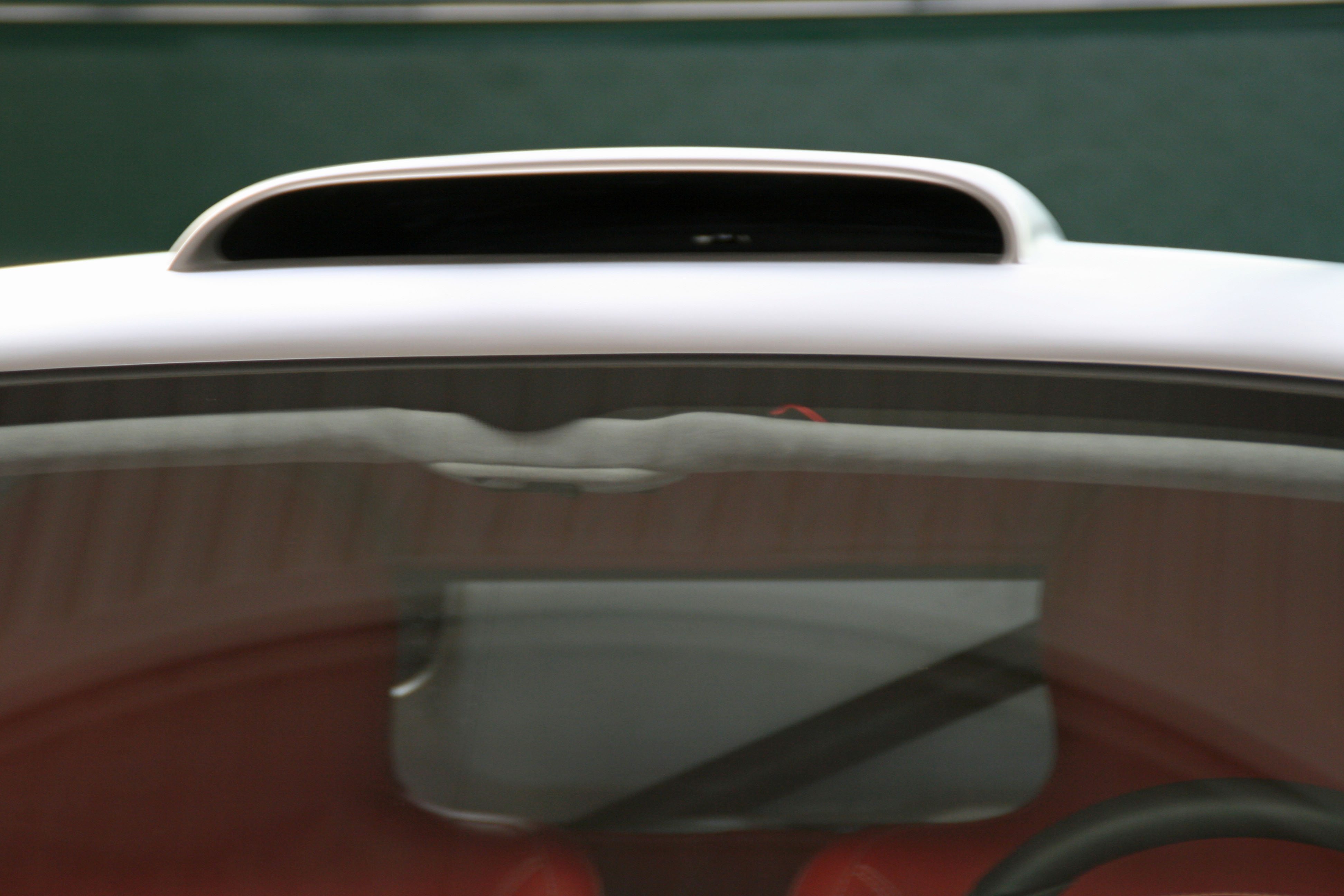
Toma de aire en el techo.
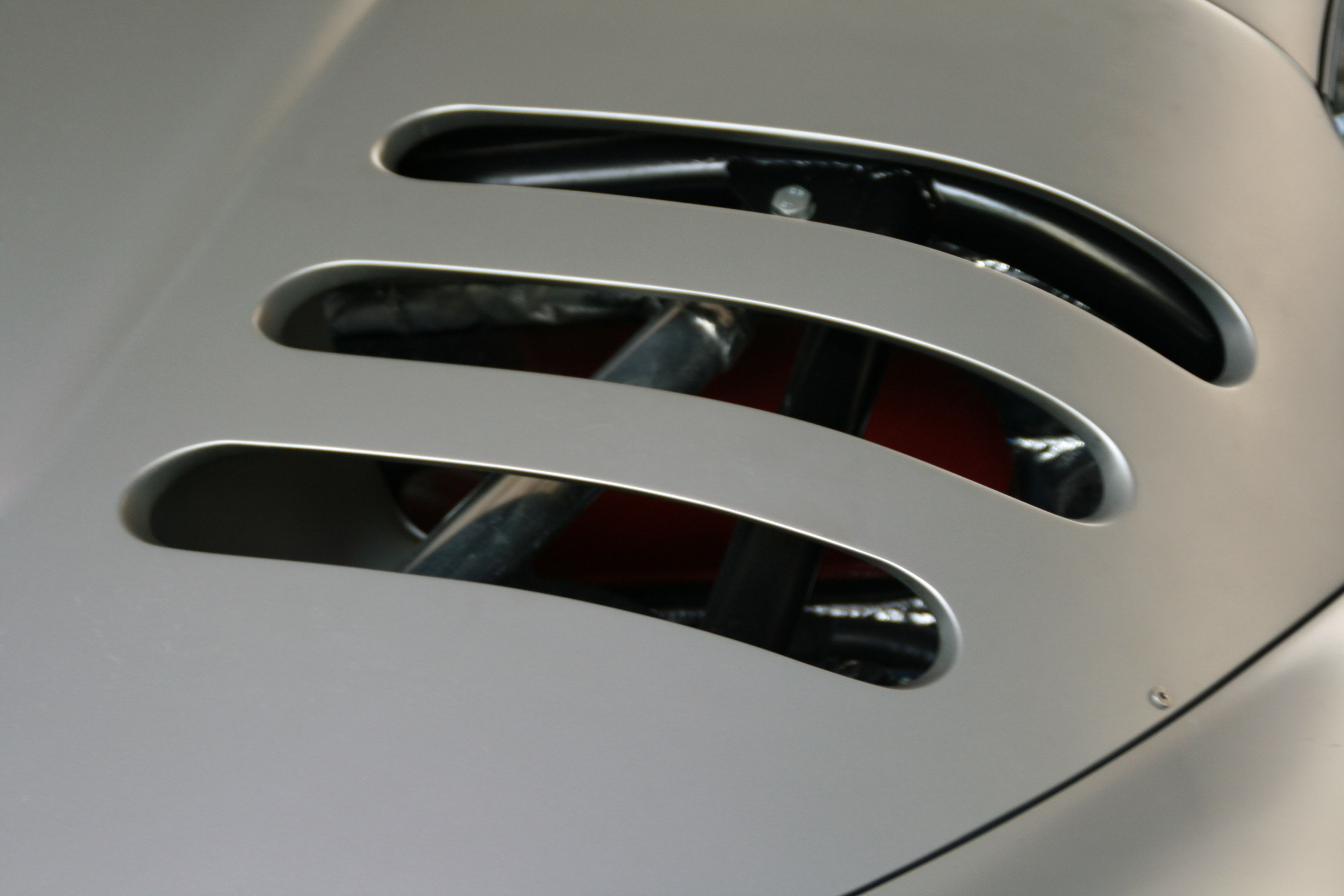
Ventilación lateral trasera.

## Variante Clubsport

### Diseño

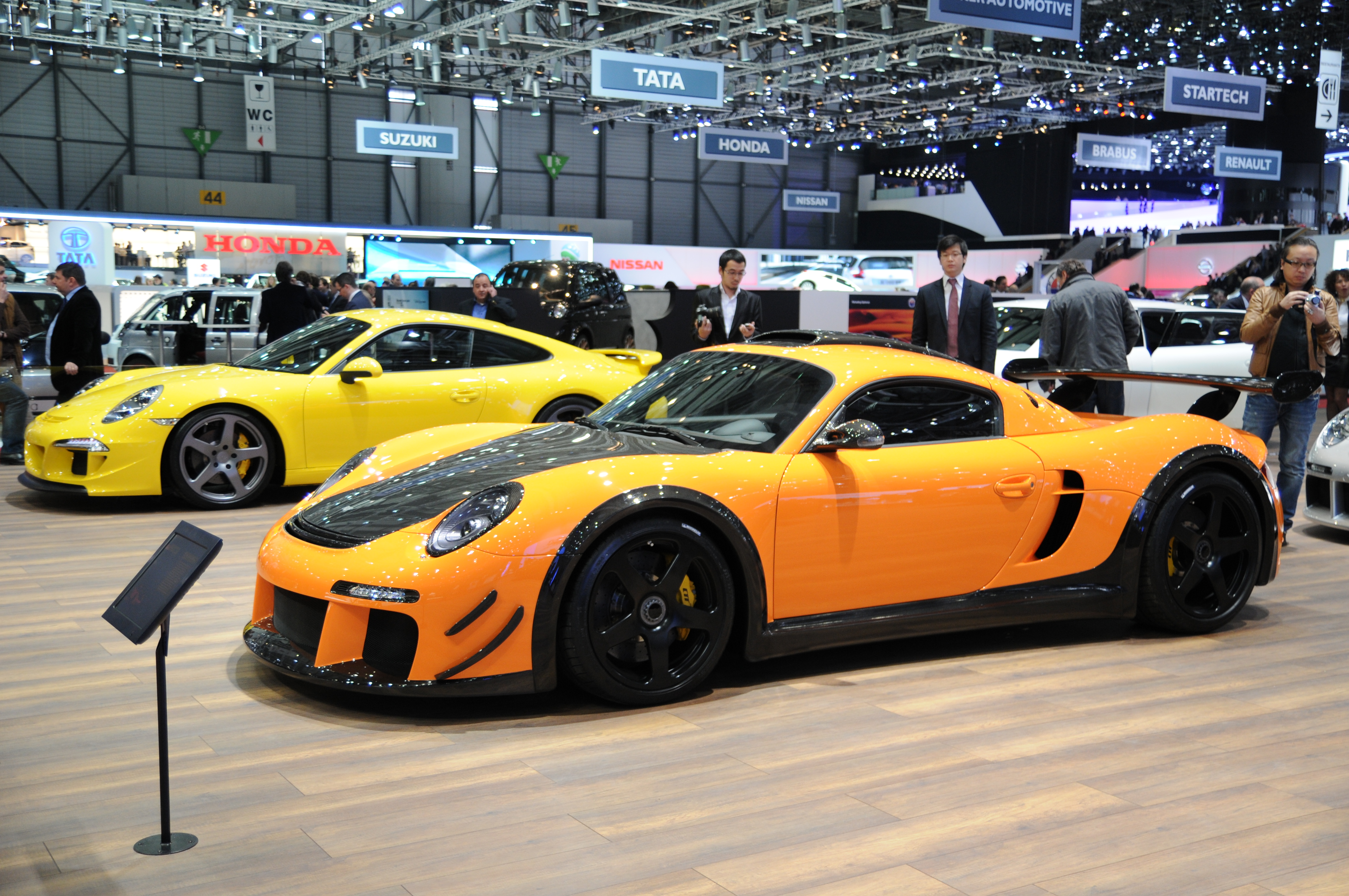
En el Salón del Automóvil de Ginebra de 2012 junto a un Ruf RGT.

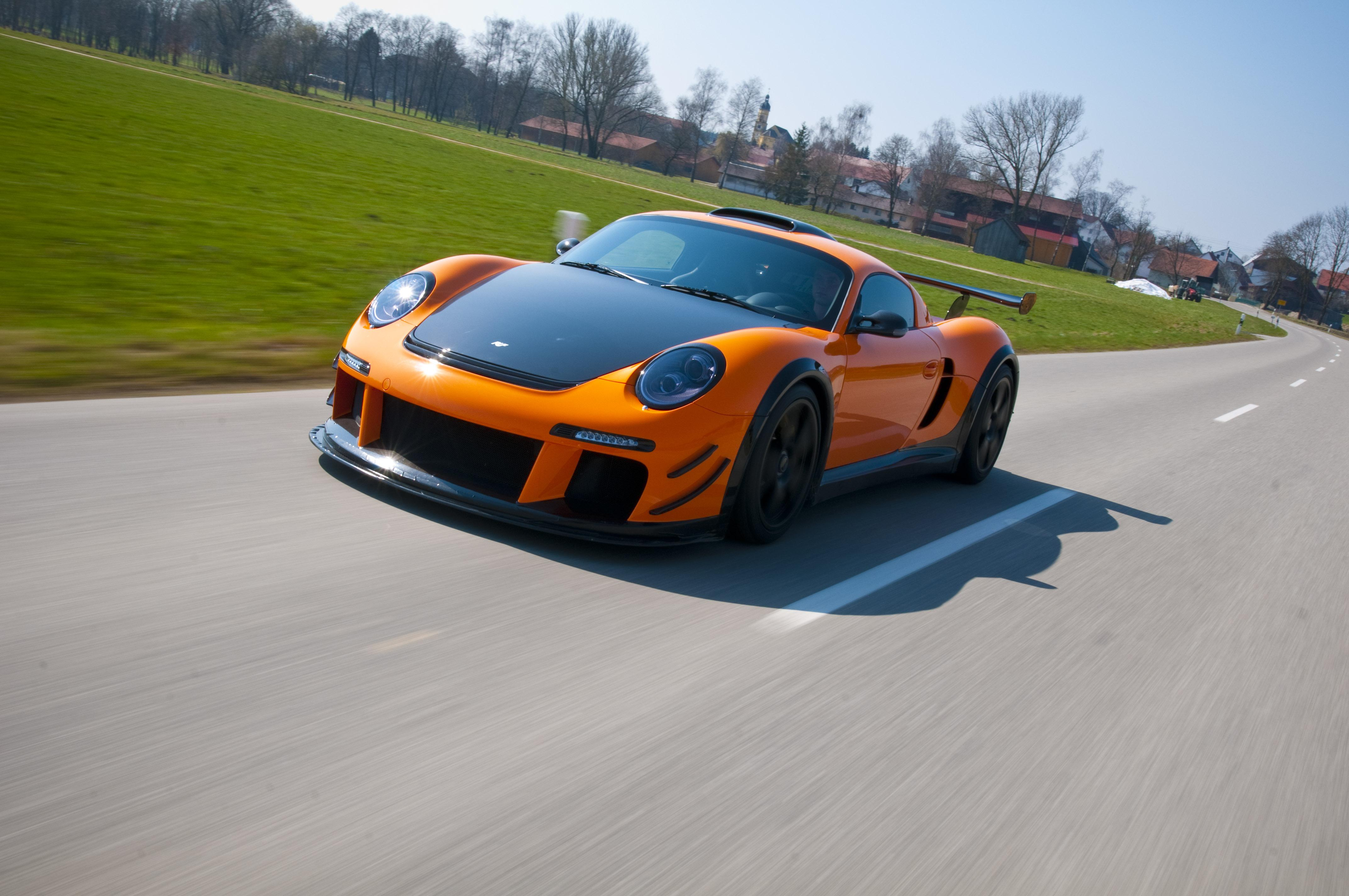
Circulando por la carretera en 2012.

El Ruf CTR3 es el modelo superior del fabricante y combina décadas de experiencia con la última tecnología y un diseño atemporal. Como una lógica consecuencia del desarrollo continuo de la marca, se ofrece a los entusiastas una dinámica de manejo más que excepcional. Presenta alerones que se elevan abruptamente que forman una apariencia atlética. Con el diseño específico de los alerones y un pilar "A" muy bajo, el conductor tiene una percepción de una posición del asiento muy baja, que mejora la sensación de un coche de carreras. Debajo de la carrocería de fibra de carbono, son combinados varios componentes de alto desempeño. Hizo su debut mundial en el Salón del Automóvil de Ginebra de 2012, cinco años después del CTR3 normal.
Fue construido como una evolución de la versión normal RUF CTR3, que cuenta con algunos de los clásicos de los años 1950 estilo pistas que estaban picando para obtener una interpretación más moderna.
Ha recibido un tratamiento de fibra de carbono en las salpicaderas, los umbrales de las puertas, la tapa de la cubierta trasera y el conducto de aire montado en el techo para añadir un poco de elegancia al ya impecable paquete tuning del Porsche Cayman. Un spoiler trasero funcional rígido también le proporciona más estabilidad durante la conducción a altas velocidades, que es una necesidad en un vehículo como este.
Hasta mayo de 2018, solamente siete coches del Clubsport han sido fabricados, en adición a los 30 del CTR3 estándar.

### Rendimiento
Usa el mismo motor de seis cilindros horizontalmente opuestos de 3746 cm³ (3,7 litros) de la primera versión estándar, pero con una potencia aumentada a 777 CV (766 HP; 571 kW) a las 7000 rpm y un par máximo de 980 N·m (723 lb·pie) a 4000 rpm, es decir, 77 CV (56,6 kW) más sobre el Ruf CTR3 estándar, con el que acelera de 0 a 100 km/h (62 mph) en 3,2 segundos, de 0 a 200 km/h (124 mph) en 9,9 segundos, de 0 a 300 km/h (186 mph) en 23,1 segundos y puede alcanzar una velocidad máxima de 380 km/h (236 mph). Está acoplado a una transmisión secuencial de seis velocidades u, opcionalmente, a una caja de cambios de doble embrague PDK de siete velocidades provista por ZF. El coupé de motor central tiene un centro de gravedad bajo y la también baja construcción del eje trasero, incluye muelles horizontales y amortiguadores. Es la etapa más alta de la extensión que viene, entre otros detalles, con extensiones de ruedas de la casa y un alerón trasero fijo de carbono.
Participó en el Festival de la Velocidad Goodwood de 2012 junto con el Pagani Zonda Revolución.
Tiene una relación potencia a peso de 1,8 kg/CV o 408 kW/tonelada y unas emisiones de CO2 de 320 g (11,3 onzas)/km.
| 1.ª  | 2.ª  | 3.ª  | 4.ª  | 5.ª  | 6.ª  | 7.ª  | Reversa | Final |
| ---- | ---- | ---- | ---- | ---- | ---- | ---- | ------- | ----- |
| 3.91 | 2.29 | 1.58 | 1.18 | 0.94 | 0.79 | 0.62 | 3.55    | 3.44  |

### Galería

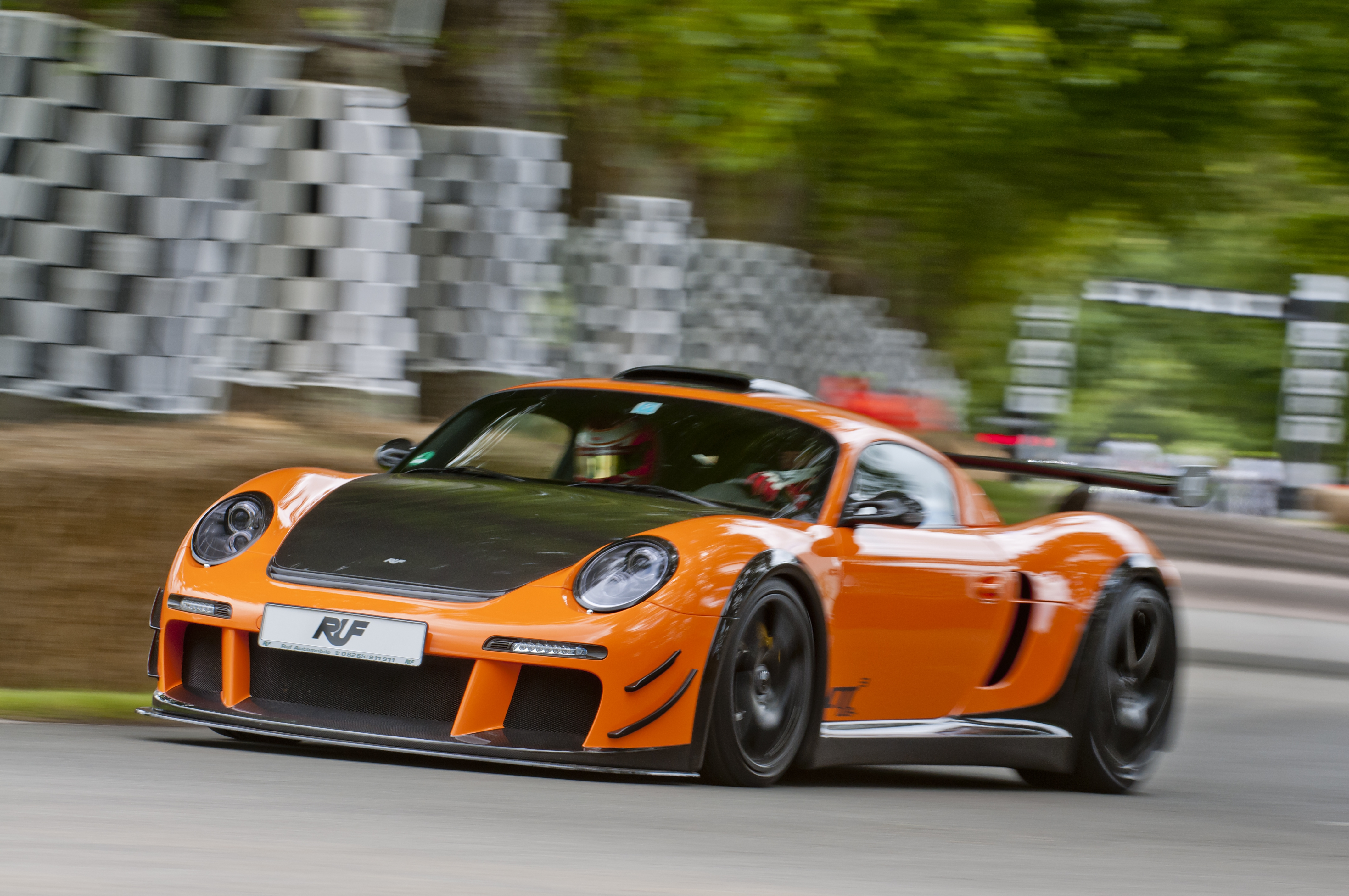
En el Festival de la Velocidad de Goodwood de 2012.
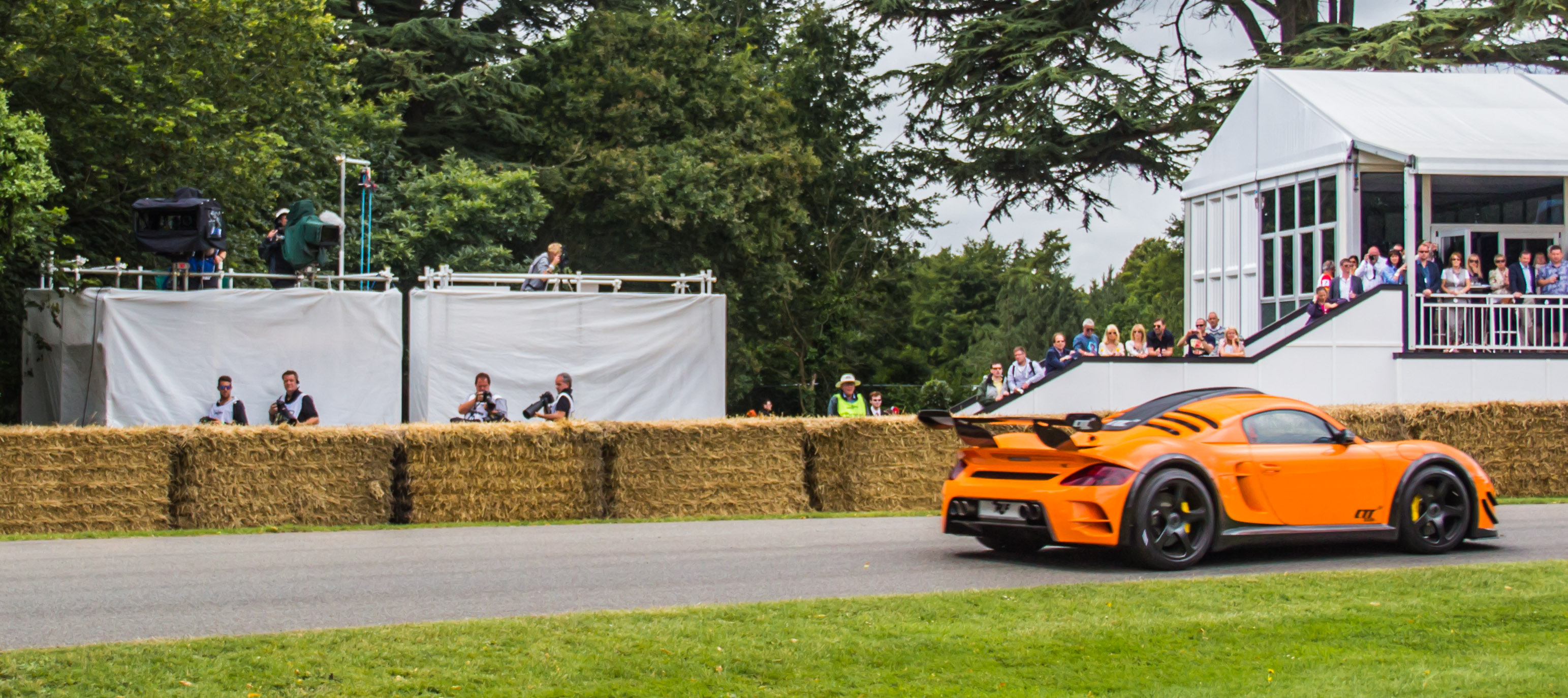
Vista trasera.
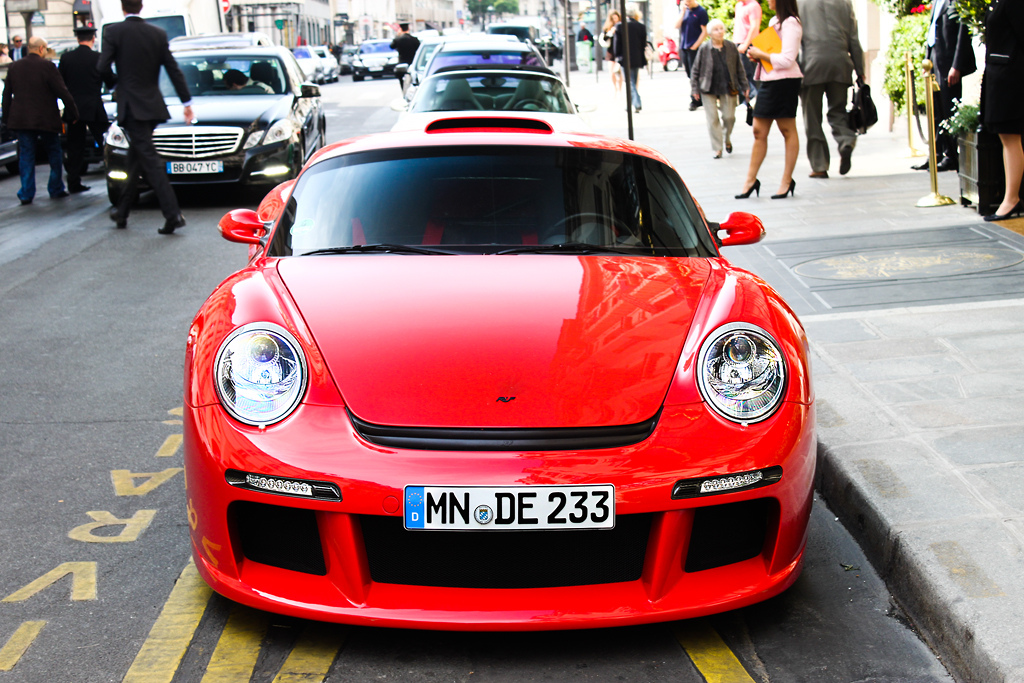
Modelo rojo en París.
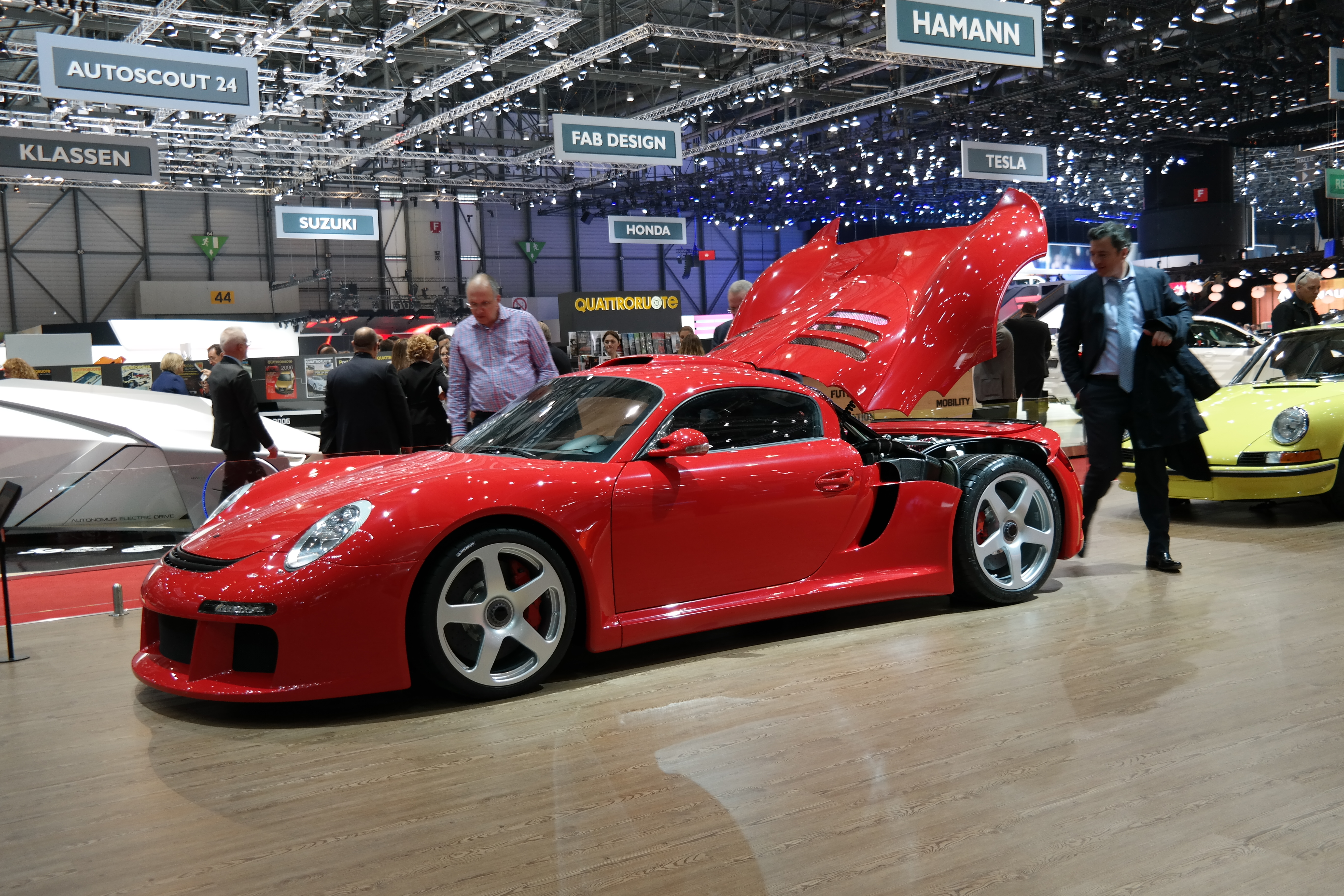
En el Salón del Automóvil de Ginebra de 2016.